# Clemency Burton-Hill
Clemency Margaret Greatrex Burton (født 1. juli 1981 i London) er en engelsk skuespiller, forfatter, journalist og radiovært.

## Filmografi
| År   | Film                                        | Rolle                 | Noter             |
| ---- | ------------------------------------------- | --------------------- | ----------------- |
| 1992 | Emily's Ghost                               | Kelly                 |                   |
| 1993 | The Higher Mortals                          | Melissa               |                   |
| 1997 | Dream Team                                  | Georgina Jacobs       |                   |
| 1997 | The Promise                                 | Elizabeth Gage        |                   |
| 2000 | The Last of the Blonde Bombshells           | Unge Vera             |                   |
| 2000 | Hit List                                    | Nicky                 |                   |
| 2002 | Until Death                                 | Emma Oldfield         |                   |
| 2005 | Midsomer Murders                            | Hettie Trent          |                   |
| 2005 | La Femme Musketeer                          | Marie Mancini         |                   |
| 2005 | Supernova (TV film)                         | Ginny McKillip        |                   |
| 2005 | Dungeons & Dragons: Wrath of the Dragon God | Melora                |                   |
| 2005 | A Higher Agency                             | Anna                  |                   |
| 2006 | Party Animals                               | Sophie Montgomery     |                   |
| 2006 | Hustle                                      | Melissa DeMonfort     |                   |
| 2006 | The Prince and Me 2: The Royal Wedding      | Prinsesse Kirsten     | direkte til video |
| 2007 | The Palace                                  | Alice Templeton       |                   |
| 2007 | Shoot on Sight                              | Pamela Davies         |                   |
| 2007 | The Wreck                                   | Isabelle              |                   |
| 2008 | Agatha Christie: Poirot                     | Claudia Reece-Holland | 1 episode         |
| 2008 | Kis Vuk                                     | Arabella              | stemme            |
| 2009 | Shadows in the Sun                          | Isabelle              |                   |
| 2009 | Elegy                                       | Mother                | completed         |
| 2009 | Vivaldi                                     | Laura Padovan         | post-production   |
| 2009 | Crusades                                    | Rebecca               | post-production   |